# Rumat al-Hejb
Rumat al-Hejb (hebrejsky רומת אל־הייב‎, arabsky رُمة الهـَيـْب‎, v oficiálním přepisu do  angličtiny Rumat Heib, přepisováno též Rumat al-Heib) je arabská beduínská vesnice v Izraeli, v Severním distriktu, v oblastní radě al-Batúf.

## Geografie
Leží v nadmořské výšce 197 metrů v Dolní Galileji. Je situována na nevýrazném pahorku na jižním okraji zemědělsky intenzivně využívaného Bejtnetofského údolí. Po východní straně pahorku přitéká do Bejtnetofského údolí z údolí Bik'at Tur'an vádí Nachal Jiftach'el. Na protější straně Nachal Jiftach'el se východně od obce zvedá masiv Har Tur'an.
Vesnice se nachází přibližně 93 km severovýchodně od centra Tel Avivu, 30 km východně od centra Haify a 10 km severně od Nazaretu. Rumat al-Hejb obývají izraelští Arabové respektive Beduíni, přičemž osídlení v tomto regionu je převážně arabské. Většinou arabská jsou velká města na jižní straně v aglomeraci Nazaretu i město Kafr Manda na severním okraji Bejtnetofského údolí. Mezi těmito lidnatými sídly jsou ovšem v krajině rozprostřeny i menší židovské vesnice, které jihozápadně odtud, poblíž mošavu Cipori, vytvářejí dokonce územně kompaktní blok. Další židovské vesnice zaujímají vyvýšené pozice na okolních kopcích (například Bejt Rimon na hřbetu hory Tur'an).
Obec Rumat al-Hejb je na dopravní síť napojena pomocí místní komunikace, která sem odbočuje z dálnice číslo 77. Jižně od ní leží rozsáhlá průmyslová zóna Ciporit.

## Dějiny
Vesnice Rumat al-Hejb vznikla během 20. století postupným usazováním kočovných beduínských pastevců v této lokalitě. První trvalá zástavba zde vyrostla v roce 1936. Teprve v roce 1971 byla izraelskou vládou oficiálně uznána jako administrativně samostatná obec. Zakladateli i současnými obyvateli jsou členové beduínského klanu Hejb. V osadě funguje základní škola. Většina lidí za prací dojíždí mimo obec. Vysoký podíl obyvatel pracuje v izraelské armádě. Obec má relativně málo rozvinutou infrastrukturu, technické sítě a veřejné služby.

## Demografie
Obyvatelstvo Rumat al-Hejb je tvořeno beduínskými Araby. Jde o menší sídlo vesnického typu s dlouhodobě rostoucím počtem obyvatel. K 31. prosinci 2014 zde žilo 1837 lidí. Během roku 2014 populace stoupla o 2,7 %.
| Rok            | 1922 | 1931 | 1948 | 1961 | 1972 | 1983 | 1995 | 2001 | 2003 | 2004 | 2005 | 2006 | 2007 | 2008 | 2009 | 2010 | 2011 | 2012 | 2013 | 2014 |
| -------------- | ---- | ---- | ---- | ---- | ---- | ---- | ---- | ---- | ---- | ---- | ---- | ---- | ---- | ---- | ---- | ---- | ---- | ---- | ---- | ---- |
| Počet obyvatel | 211  | 222  | 242  | 419  | 397  | 603  | 1108 | 1450 | 1545 | 1572 | 1607 | 1628 | 1665 | 1693 | 1630 | 1669 | 1707 | 1737 | 1789 | 1837 |